# Acontia destricta
Acontia destricta är en fjärilsart som beskrevs av Max Wilhelm Karl Draudt 1936. Acontia destricta ingår i släktet Acontia och familjen nattflyn. Inga underarter finns listade i Catalogue of Life.